# Adam Riess
Adam Guy Riess (* 16. prosince 1969) je americký astrofyzik. Společně s Brianem P. Schmidtem a Saulem Perlmutterem získal v roce 2011 Nobelovu cenu za fyziku za objev zrychlujícího se rozpínání vesmíru pozorováním vzdálených supernov.